# До світанку
«До світанку» (англ. Until Dawn) — американський фільм жахів, створений на основі відеогри Until Dawn 2015 року, дія якої відбувається в тому ж всесвіті та містить оригінальну окрему історію, яка розширює міфологію ігрової серії. Режисером виступив Девід Ф. Сандберг за сценарієм Блера Батлера та Гарі Добермана. У ньому зіграли Елла Рубін, Майкл Чіміно, Одесса Адлон, Джи-Йонг Ю, Бельмонт Камелі та Петер Стормаре.
У фільмі йдеться про те, що через рік після таємничого зникнення своєї сестри Мелані Кловер та її друзі вирушають у віддалену долину, де вона зникла, у пошуках відповідей. Їх наздоганяє жахливий убивця, але, прокинувшись, вони знову опиняються на початку того ж вечора. Замкнені в долині, вони змушені знову і знову переживати цей кошмар — тільки щоразу їх чекає інша загроза, страшніша за попередню, і єдиний спосіб врятуватися — дожити всім до світанку.

## Синопсис
Кловер, її колишній хлопець Макс, її друзі Ніна та Меган, а також хлопець Ніни, Ейбл, намагаються з'ясувати, як зникла сестра Кловер, Мелані. Група зупиняється біля заправки, з якої Мелані раніше надіслала повідомлення, і Кловер зустрічає працівника заправки, Гілла. Він стверджує, що люди зазвичай зникають по дорозі до шахтарського містечка під назвою Глор-Воллі. Дорогою група зустрічає погодну аномалію — стіну дощу з дуже чіткою межею. Вони ховаються в покинутому туристичному центрі, де Ейбл знаходить стіну, заповнену плакатами про зниклих безвісти осіб, включаючи Мелані. Кловер бачить у тумані невідому особу. Ніна бере порожню гостьову книгу та записується в неї. Потім вона бачить у книзі серію аналогічних записів, але щоразу гіршим почерком. Пісковий годинник на стіні непомітно перевертається.
Стривожені появою незнайомого автомобіля, друзі досліджують будівлю, щоб сховатися. В підвалі виявляється ще низка приміщень, де чоловік у масці вбиває всіх різними способами.
Група прокидається в тих місцях, де всі вони були о першій ночі. Вони пам'ятають свої смерті та виявляють плакати про зникнення себе. Раптом світло гасне, в Меган вселяється надприродна сила, що затягує Кловер до будинку навпроти. Всередині Кловер зустрічає стару жінку, яка попереджає, що вона повинна пережити ніч, після чого задушує Кловер і розсипається. Ейбл намагається втекти з Ніною, але покинути Глор-Воллі не дає велетенська істота. Коли обоє повертаються, їх убиває особа в масці. Одержима Кловер одягає маску й убиває Макса, а потім її саму збиває авто.
Ніч починається знову. Група усвідомлює, що в них є 13 спроб, перш ніж вони зникнуть, як і попередні відвідувачі цього місця. Вони барикадуються у ванній кімнаті та п'ють воду з-під крана. Друзі Кловер зізнаються, що привезли її сюди, сподіваючись, що вона стане такою, як була до зникнення сестри. Вода виявляється отруєна і всі, хто її пили, вибухають. Кловер гине останньою і бачить Гілла, який закликає її продовжувати спроби вижити.
Наступного разу Кловер знаходить газету, де розповідається про якусь катастрофу, що сталася в Глор-Воллі. На знайденій відеокасеті виявляється запис перетворення чоловіка на людоїда вендіґо. Голос Гілла повідомляє через радіо, що одна людина може лишитися, а решта четверо зможуть утекти. Ніна, розлючена спробою Ейбла покинути їх, пронизує його киркою і заявляє, що вони пробуватимуть врятуватися разом. Поки Кловер, Макс та Меган досліджують ліс, Ейбла та Ніну вбиває нападник у масці. На решту трьох нападають вендіґо, внаслідок чого гине Меган. Кловер та Макс зустрічають Мелані, яка сама перетворилася на вендіґо. Спустошена Кловер просить Макса вбити її, щоб вони могли почати ніч спочатку та дізнатися більше. Макс перерізає їй горло, а потім випиває трохи дощової води, від якої він вибухає, проклинаючи Мелані.
Група дізнається зі старих газет, що внаслідок катастрофи на шахті в Глор-Воллі загинули сотні людей. Гілла запросили як терапевта для тих, хто вижив. Група відшукує відеокасету, на якій показано, як ті, хто опинилися в туристичному центрі, перетворюються на вендіґо після своєї смерті у 13-ту ніч. Група намагається знайти Гілла та переживає ще кілька ночей, гинучи через різних істот. Флешбек показує, як Мелані полишила Кловер після сварки щодо смерті їхньої матері. Вона прокидається й розуміє, що вже 13-та ніч. На відео в телефоні лишилися свідчення попередніх ночей, де її друзі перетворюються на вендіґо. Меган зникла безвісти, і група усвідомлює, що вона пережила попередню ніч та вирушила на пошуки Гілла до шахт.
Тепер група йде слідом за Меган, відбиваючись від вендіґо. Нападник у масці влаштовує на них засідку, але його оточують і вбивають. Кловер відділяється від інших, щоб вистежити Гілла. Після сутички з Мелані, де Кловер змушена вбити свою сестру, вона опиняється в лікарні, де Меган замкнена в кімнаті з прикутим вендіґо. Кловер зустрічає Гілла, який пояснює, що істоти, з якими вона стикається, є втіленням її переживань. Коли Гілл відволікається, Кловер підмішує йому в каву смертоносну воду. Гілл вибухає, Кловер забирає ключі та звільняє Меган, коли вендіґо в її кімнаті зривається з ланцюга. Група тікає тунелями, переслідувана декількома вендіґо. Вони вибігають із тунелів саме тоді, коли годинник завершує відлік і настає світанок. Звільнившись від петлі часу, група покидає Глор-Воллі.
Гілл спостерігає через відеокамери за засніженою хатиною, до якої наближається авто.

## Акторський склад
- Елла Рубін[en] — Кловер
- Майкл Чіміно — Макс
- Одесса Адлон[en] — Ніна
- Джи-Йонг Ю[en] — Меган
- Бельмонт Камелі[en] — Ейбл
- Мая Мітчелл — Мелані
- Петер Стормаре — Хілл[4]

## Виробництво
У січні 2024 року було оголошено, що екранізація за мотивами відеогри «Until Dawn» розробляється компаніями Screen Gems та PlayStation Productions, режисером якої став Девід Ф. Сендберг, а сценарій написав Гарі Доберман, заснований на чернетці Блера Батлера. Він був описаний як «любовний лист з рейтингом R до жанру жахів з ансамблевим акторським складом». У червні до акторського складу приєдналися Елла Рубін, Майкл Чіміно, Джи Йон Ю та Одесса Адлон у нерозкритих ролях. У серпні доєдналися Мая Мітчелл і Белмонт Камелі. Петер Стормаре, який зобразив у відеогрі доктора Алана Хілла, зіграє нового персонажа.
Основні зйомки розпочалися в Будапешті 5 серпня 2024 року і завершилися 4 жовтня 2024 року, оператором виступав Максим Александр.

## Випуск
Прем'єра у Сполучених Штатах відбулася 25 квітня 2025 року компанією Sony Pictures Releasing.

### Маркетинг
14 січня 2025 року Sony випустила ролик, де Сендберг, Доберман і Стормаре розповідають про процес створення фільму та його історію. Перший трейлер з'явився в мережі через два дні.

## Сприйняття
На агрегаторі відгуків Rotten Tomatoes схвальні 52 % відгуків критиків, із середньою оцінкою 5,5/10. Консенсус вебсайту підсумовує: «У фільму „До світанку“ є новаторська ідея, яка полягає в багаторазовому перемотуванні годинника назад, щоб створити кілька фільмів жахів в одному, але брак натхнення в кожній новій варіації призводить до зменшення вигоди, а не до збагачення». Середньозважена оцінка на Metacritic склала 47 зі 100, що вказує на «змішані або посередні» відгуки.
Джеффрі М. Андерсон на Common Sense Media виніс вердикт, що фільм має декілька хороших моментів (особливо коли герої твердо вирішують врятуватися всі разом), але в нього поганий ритм і абсурдне пояснення самої причини жахів. Сила головного лиходія повертати час назад ніяк не пояснюється і фільм просто ігнорує це.
Гаррі Стейнер у журналі «Empire» назвав фільм недоопрацьованим, а пояснення подій щонайменше «туманним». За словами критика, є проблиски багатообіцяючих моментів, де люди вибухають через воду, або коли персонажі переглядають монтаж знайдених відео. Але сюжет не експериментує з цим далі і завжди повертається до вже бачених прийомів. Акторський склад робить усе можливе для своїх персонажів, але «До світанку» мало схожий на оригінальну гру, яка — характерно — була типовим слешером. Її привабливість полягала в можливості побачити, як вибір гравців допоможе всім (або нікому) вийти живими. Фільм пішов іншим шляхом, повторюючи ту саму ніч з іншими загрозами, та врешті-решт він марнує цей потенціал.
Згідно з рецензією Дениса Федорука на ITC.ua, «Until Dawn: До світанку» вийшов «осередком вторинності та творчої неспроможності». Фільм, заснований на відеогрі, позбавлений інтерактивності, яка була головною перевагою оригіналу при його шаблонних ситуаціях. У фільмі ж лишається спостерігати, як безпорадних головних героїв убивають банальні вороги.